# Kathrin Thiem
Kathrin Thiem (* 2. Juli 1988 in Hannover) ist eine ehemalige deutsche Ruderin.
Thiem war 2005 Juniorenweltmeisterin mit dem Achter. Bei den U23-Weltmeisterschaften belegte sie mit dem Achter 2006 den dritten Platz, 2007 folgte der zweite Platz und 2008 fuhr der Achter auf Rang fünf. Ab 2009 ruderte Kathrin Thiem im deutschen Frauenachter, mit dem sie bei den Ruder-Weltmeisterschaften 2009 den vierten Platz belegte. 2010 gewann sie mit dem deutschen Achter die Bronzemedaille bei den Europameisterschaften, bei den Weltmeisterschaften kam das Boot auf den siebten Platz. Nach dem achten Platz bei den Weltmeisterschaften 2011 qualifizierte sich der deutsche Frauenachter mit Kathrin Thiem erst bei der Qualifikationsregatta 2012 in Luzern für die Olympischen Spiele in London. Bei der olympischen Regatta belegte sie mit dem Achter den siebten Platz.
Sie ruderte für den Hannoverschen Ruder-Club von 1880. 2011 gewann sie bei den Deutschen Meisterschaften im Achter.
Thiem studierte Biologie an der Gottfried Wilhelm Leibniz Universität Hannover. Sie ist die Tochter des Ruderers Wolfram Thiem.